# 新志穂
新 志穂（あらた しほ、1998年6月12日 - ）は、日本の元子役。埼玉県出身。セントラルファッションを経て、スマイルモンキーに所属していた。
特技はジャズダンス、ヒップホップ、声楽。 現在は結婚し2017年7月に第一子を出産。

## 出演

### 映画
- 轟轟戦隊ボウケンジャー（2006年）
- 九転十起の男（2007年）コウ 役
- KIDS（2008年）公園の子供 役

### テレビドラマ
- ガリレオ 第六章（2007年、フジテレビ）内海薫（柴咲コウ）の幼少 役
- エジソンの母（2008年、TBS）椿木みどり 役
- キミ犯人じゃないよね?（2008年、テレビ朝日）習志野京香の幼少 役
- ほんとにあった怖い話 路上の思い（2008年、フジテレビ）黄色い傘の少女 役
- あの戦争は何だったのか 日米開戦と東條英機（2008年、TBS）石井秋穂の娘 石井ミチ子 役
- Tomorrow〜陽はまたのぼる〜 第4回（2008年、TBS）
- シルシルミシル（2009年、テレビ朝日）
- 佐賀のがばいばあちゃん2（2010年、フジテレビ）大野明美 役
- 時々迷々「友達ランキング」（2011年、NHK教育）

### 舞台
- GUNJI PRODUCE Vol.75 HAPPY MUSICAL LIVE 2003（2003年）
- アニー（2005年）モリー 役
- アニークリスマスコンサート（2005年、2006年）
- 夢と愛と喜びを・・・（2006年）

### CM
- バンダイ、プリキュアクリスマスケーキ（2005年）
- 不二家（2006年）
- 中日本高速道路、東海北陸自動車道（2008年）
- マクドナルド、ハッピーセット ポケモン（2009年）
- バンダイナムコゲームス、デジモンストーリー超クロスウォーズ ブルー＆レッド（2011年）
- バンダイ、3Dデコデルカ（2011年）